# Неразрушим
„Неразрушим“ (на руски: Несокрушимый) е руски военен филм от 2018 г., режисиран от Константин Максимов. Разработен е под работното заглавие „Танкисти“.
Филмът е базиран на истинската история за подвига на екипажа на съветски танк КВ-1 под командването на Семьон Коновалов, участвал в неравен бой на 13 юли 1942 г. и унищожил 16 танка, две бронирани машини и осем други машини от вражеските сили в района на село Нижнемитякин, Тарасовски район, Ростовска област.
На 9 септември 2018 г. се състои специална частна прожекция на филма за военнослужещи от Таманската и Кантемировската дивизии; събитието се провежда в деня на танкиста.
Филмът е пуснат в Русия на 25 октомври 2018 г. от 20th Century Fox CIS.
Филмът започва с КВ-1 на командира на танка Семьон Коновалов, който преследва и унищожава немски Panzerkampfwagen IV Ausführung J. По-късно танкът на Коновалов попада в засада и е унищожен, заедно с неговия взвод. Той е ранен, но оцелява. Това е вторият екипаж, който губи. Заместник-политическият офицер на батальона (майор Владимир Кротов) смята, че Коновалов трябва да бъде изправен пред военен съд, но командващият офицер отказва. Инженер от Кировския танков завод в Ленинград пристига в батальона с нови танкове. Тя е Павла Чумак, но по-късно се оказва, че всъщност е съпругата на Коновалов. Кротов не знае за това и се опитва да я ухажва. Капитан Коновалов се връща на служба и получава нов екипаж и КВ-1. Все още неподозиращ връзката, Кротов започва да ревнува, когато вижда Коновалов и Чумак заедно, което го кара да изпрати танка на Коновалов на патрул с два танка Т-34 76, знаейки много добре, че КВ-1 не е годен за действие. Разбира се, машината не може да се справи с останалите и е върната обратно. Вместо това Коновалов решава да заеме отбранителна позиция и да се срази с три немски танка, които унищожава. Въпреки това, той е наказан дисциплинирано за неспазване на заповеди и му е казано да отиде в предстоящото нападение като танкова пехота, съптовождаща тановите атаки. Чумак отчаяно се опитва да подготви КВ-1 на Коновалов за битка, но не успява. Тогава ѝ се казва, че друг КВ-1 е скрит в гората близо до мястото на битката. Тя го намира и кара двигателя да работи. Коновалов и оцелелите му членове на екипажа се присъединяват към нея и влизат в битка. Те първо унищожават едната германска колона, към която след това се присъединяват неизвестен брой танкове, повечето от които танкът на Коновалов унищожава. Те най-накрая са спрени от друг танк – Ausführung J, но Коновалов и двама оцелели членове на екипажа убиват германския танков екипаж и го изтласкват обратно към съветските линии.

## В ролите
| Изпълнители        | Изпълнители                                                       |
| Име                | Роля                                                              |
| ------------------ | ----------------------------------------------------------------- |
| Андрей Чернишов    | капитан Семьон Коновалов, командир на танк                        |
| Владимир Епифанцев | сержант Сийтов, стрелец                                           |
| Олга Походина      | Павла Чумак, инженер-технолог, съпруга на Семьон Коновалов        |
| Сергей Горобченко  | майор Владимир Василиевич Кротов, политически офицер от батальона |
| Олег Фомин         | младши лейтенант Риков, старши военен техник                      |
| Николай Добринин   | Басич, хирург без крак                                            |
| Василий Седих      | младши сержант Богдан Шинкевич, механик-водач                     |
| Владимир Кочетков  | Губкин, картечар-радист                                           |
| Василий Степанов   | Кантор, преводач                                                  |
| Дмитрий Золотухин  | Собол                                                             |
| Олег Чудницов      | Армен                                                             |